# Campeonato Mundial de Bádminton de 2003
El XIII Campeonato Mundial de Bádminton se celebró en Birmingham (Reino Unido) del 28 de julio al 3 de agosto de 2003 bajo la organización de la Federación Internacional de Bádminton (IBF) y la Asociación Inglesa de Bádminton.
Las competiciones se realizaron en la National Indoor Arena de la ciudad inglesa.

## Medallistas
| Evento               | Oro                                      | Plata                                  | Bronce                                                                      |
| -------------------- | ---------------------------------------- | -------------------------------------- | --------------------------------------------------------------------------- |
| Individual masculino | Xia Xuanze China                         | Wong Choong Hann Malasia               | Shon Seung-Mo Corea del Sur Bao Chunlai China                               |
| Dobles masculino     | Lars Paaske Jonas Rasmussen Dinamarca    | Candra Wijaya Sigit Budiarto Indonesia | Sang Yang Zheng Bo China Fu Haifeng Cai Yun China                           |
| Individual femenino  | Zhang Ning China                         | Gong Ruina China                       | Zhou Mi · China Mia Audina · Países Bajos                                   |
| Dobles femenino      | Gao Ling Huang Sui China                 | Wei Yili Zhao Tingting China           | Shizuka Yamamoto Seiko Yamada Japón Rikke Olsen Ann-Lou Jørgensen Dinamarca |
| Dobles mixto         | Kim Dong-Moon Ra Kyung-Min Corea del Sur | Zhang Jun Gao Ling China               | Jonas Rasmussen Rikke Olsen Dinamarca Chen Qiqiu Zhao Tingting China        |

## Medallero
| Núm. | País          | Oro | Plata | Bronce | Total |
| ---- | ------------- | --- | ----- | ------ | ----- |
| 1    | China         | 3   | 3     | 5      | 11    |
| 2    | Dinamarca     | 1   | 0     | 2      | 3     |
| 3    | Corea del Sur | 1   | 0     | 1      | 2     |
| 4    | Indonesia     | 0   | 1     | 0      | 1     |
| 4    | Malasia       | 0   | 1     | 0      | 1     |
| 6    | Japón         | 0   | 0     | 1      | 1     |
| 6    | Países Bajos  | 0   | 0     | 1      | 1     |
|      | TOTAL         | 5   | 5     | 10     | 20    |